# Lede
Lede és un municipi belga de la província de Flandes Oriental a la regió de Flandes. Està compost per les seccions de Lede, Impe, Oordegem, Smetlede i Wanzele.

## Personatges il·lustres
- Julius De Geyter, escriptor flamenc.